# Secret Crowds
Singles de Angels & Airwaves
Everything's Magic
(2007) Breathe
(2008)
Pistes de I-Empire
Sirens
(5) Star of Bethlehem
(7)
Secret Crowds est une chanson du groupe Angels & Airwaves qui apparaît sur l'album I-Empire. C'est le second single de l'album sortie le 4 février 2008.

## Liste des pistes
| Secret Crowds | Secret Crowds | Secret Crowds     | Secret Crowds | Secret Crowds | Secret Crowds | Secret Crowds | Secret Crowds | Secret Crowds | Secret Crowds |
| No            | Titre         | Auteur            | Durée         |               |               |               |               |               |               |
| ------------- | ------------- | ----------------- | ------------- | ------------- | ------------- | ------------- | ------------- | ------------- | ------------- |
| 1.            | Secret Crowds | Angels & Airwaves | 5:03          |               |               |               |               |               |               |
| 5:03          |               |                   |               |               |               |               |               |               |               |